# Púkhovo
Púkhovo (en rus: Пухово) és un poble del krai de Primórie, a l'Extrem Orient de Rússia, que en el cens del 2010 tenia 783 habitants.